# Trăng non

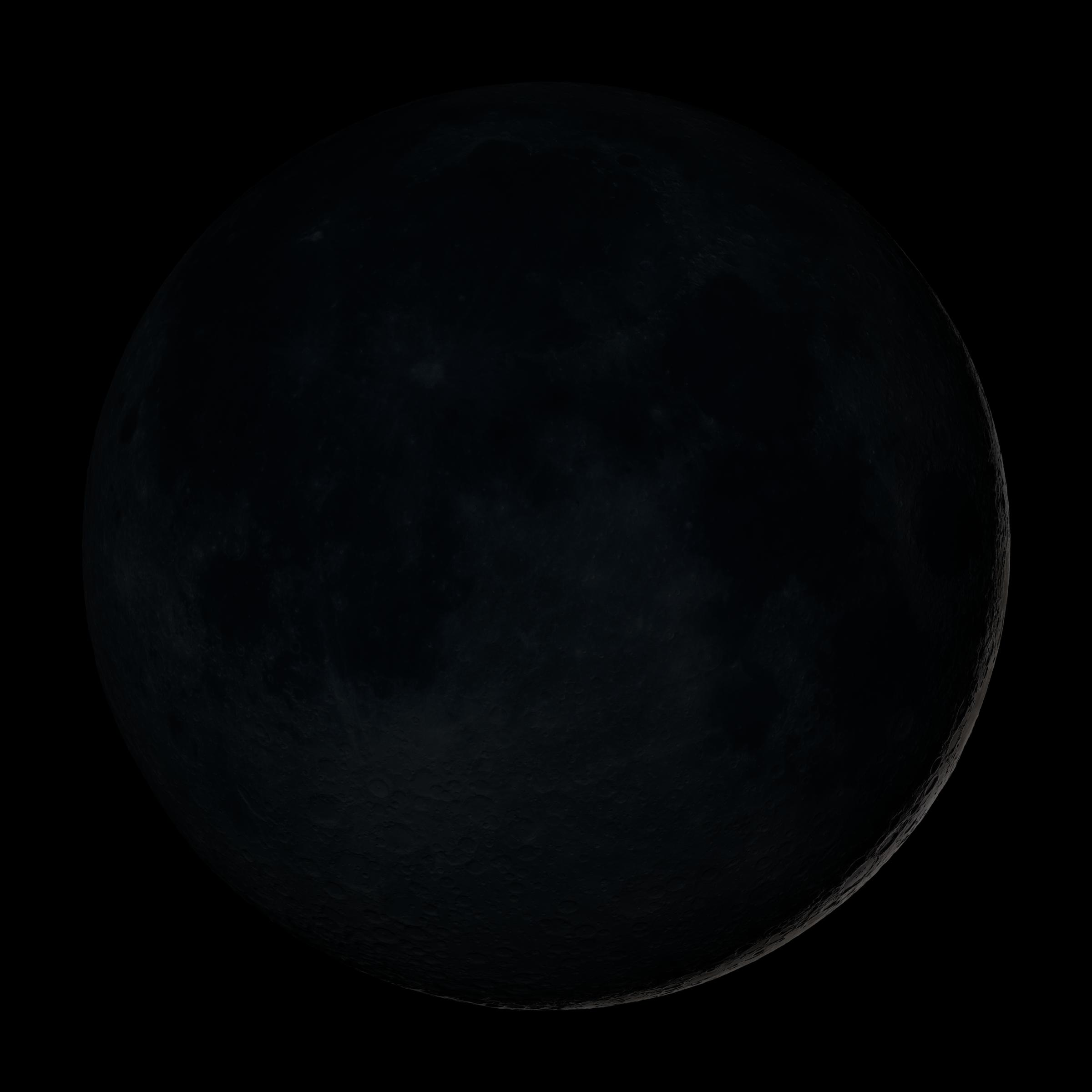
Hình ảnh của Mặt trăng xấp xỉ trong giai đoạn trăng non của nó. Tại thời điểm này, nó chủ yếu được chiếu sáng do ánh sáng của Trái Đất và các ngôi sao

Trong thiên văn học, trăng non là giai đoạn mặt trăng đầu tiên, khi Mặt Trăng và Mặt Trời có cùng kinh độ hoàng đạo.  Ở giai đoạn này, đĩa mặt trăng không nhìn thấy được bằng mắt, ngoại trừ khi bị che bóng mờ trong nhật thực.  Ánh sáng ban ngày sáng hơn các ánh sáng từ Trái Đất, làm cho trăng non được chiếu sáng, tuy hơi mờ. Pha thực tế thường là một lưỡi liềm rất mỏng.
Ý nghĩa ban đầu của thuật ngữ trăng non, đôi khi vẫn được sử dụng trong các bối cảnh phi thiên văn, là hình trăng lưỡi liềm có thể nhìn thấy đầu tiên của Mặt trăng, sau khi giao hội với Mặt Trời.  Mặt trăng lưỡi liềm này có thể nhìn thấy ngắn gọn khi ở vị trí thấp trên đường chân trời phía tây ngay sau khi mặt trời lặn và trước khi mặt trăng mọc.
Một tuần trăng là thời gian trung bình từ một trăng non đến kỳ trăng mới tiếp theo.  Trong kỷ nguyên J2000.0, độ dài trung bình của một tuần trăng là 29.530588 ngày (hoặc 29 ngày, 12 giờ, 44 phút và 2,8 giây).  Tuy nhiên, độ dài của bất kỳ một tháng đồng bộ nào có thể thay đổi từ 29,26 đến 29,80 ngày do ảnh hưởng nhiễu của lực hấp dẫn của Mặt trời trên quỹ đạo lệch tâm của Mặt Trăng.  Trong âm lịch, mỗi tháng tương ứng với một chu kỳ Mặt Trăng.  Mỗi chu kỳ mặt trăng có thể được chỉ định một số mặt trăng duy nhất để xác định nó.